# Tabapuá

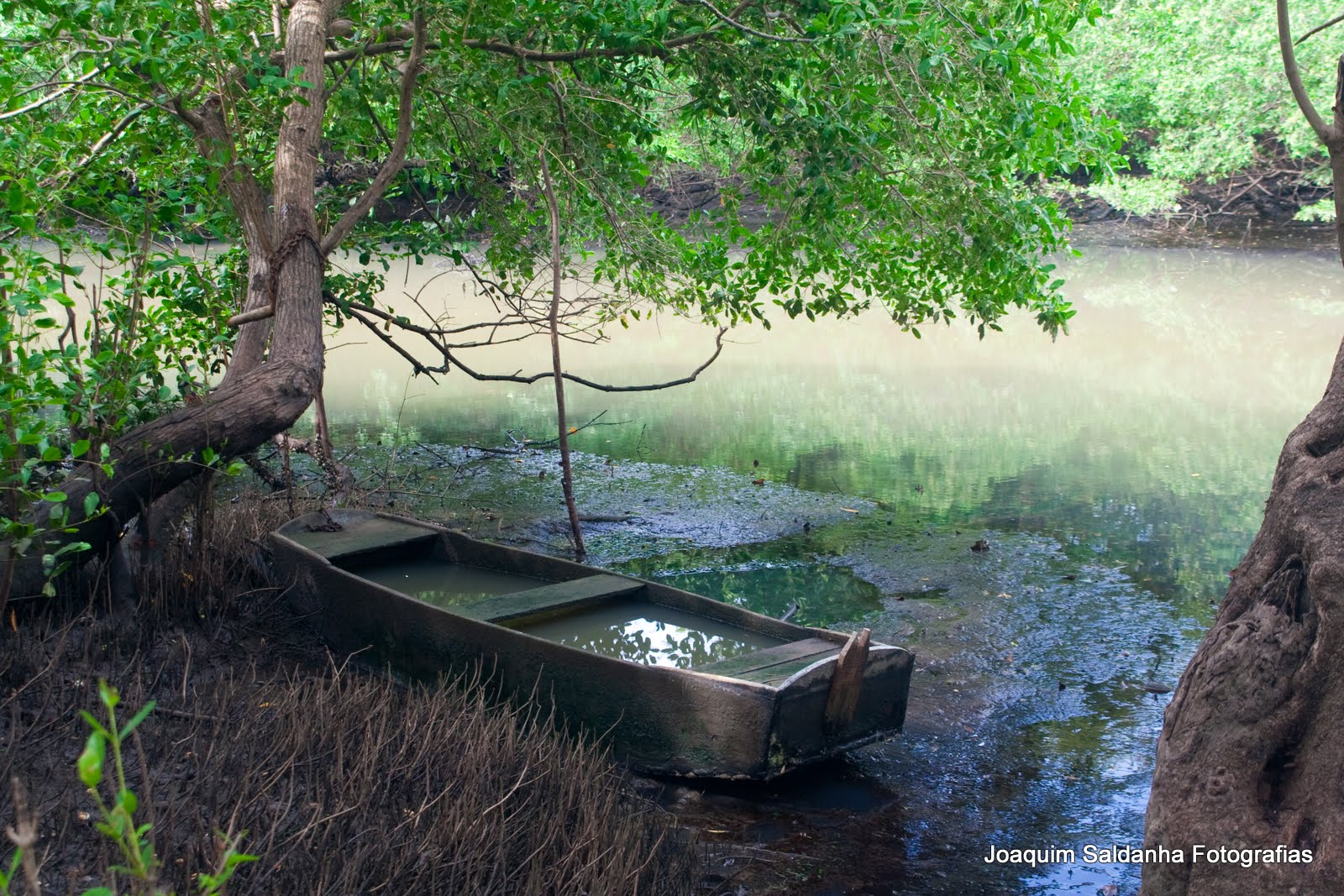
Mangue do Tabapuá

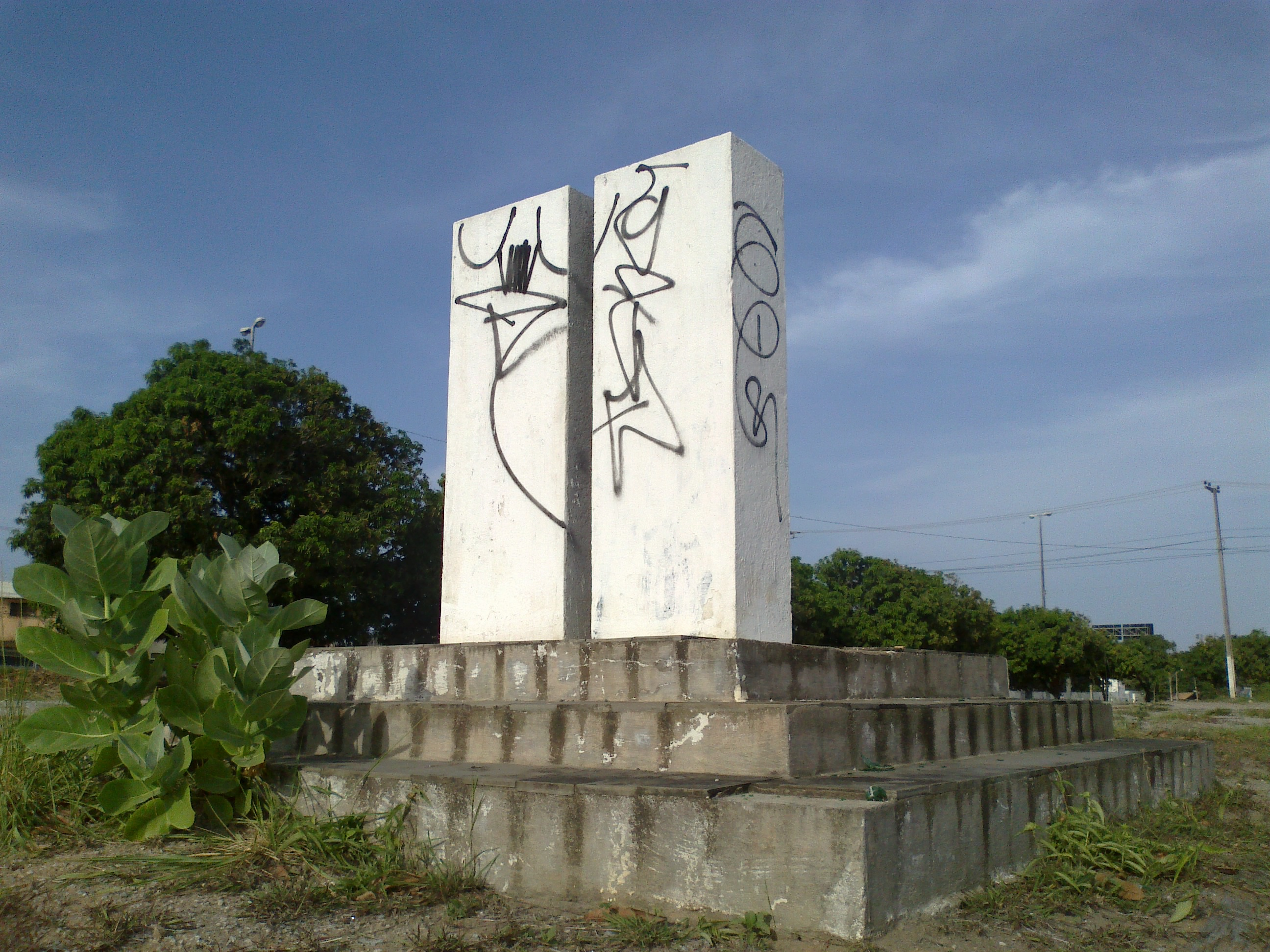
Marco da BR-222, no Tabapuá, em Caucaia-CE.

Parque Tabapuá (ou simplesmente Tabapuá), é um bairro de Caucaia, Ceará, construído em 1968, pelo 4º Batalhão de Engenharia do Exército, para abrigar funcionários públicos federais. Fica às margens da BR-222, e abrange toda a área de mangue do município.
O Parque Tabapuá já foi apontado como um dos melhores conjuntos residenciais do Norte-Nordeste.